# Micragyrta gavisa
Micragyrta gavisa là một loài bướm đêm thuộc phân họ Arctiinae, họ Erebidae.